# Kaaps-Hollandse stijl

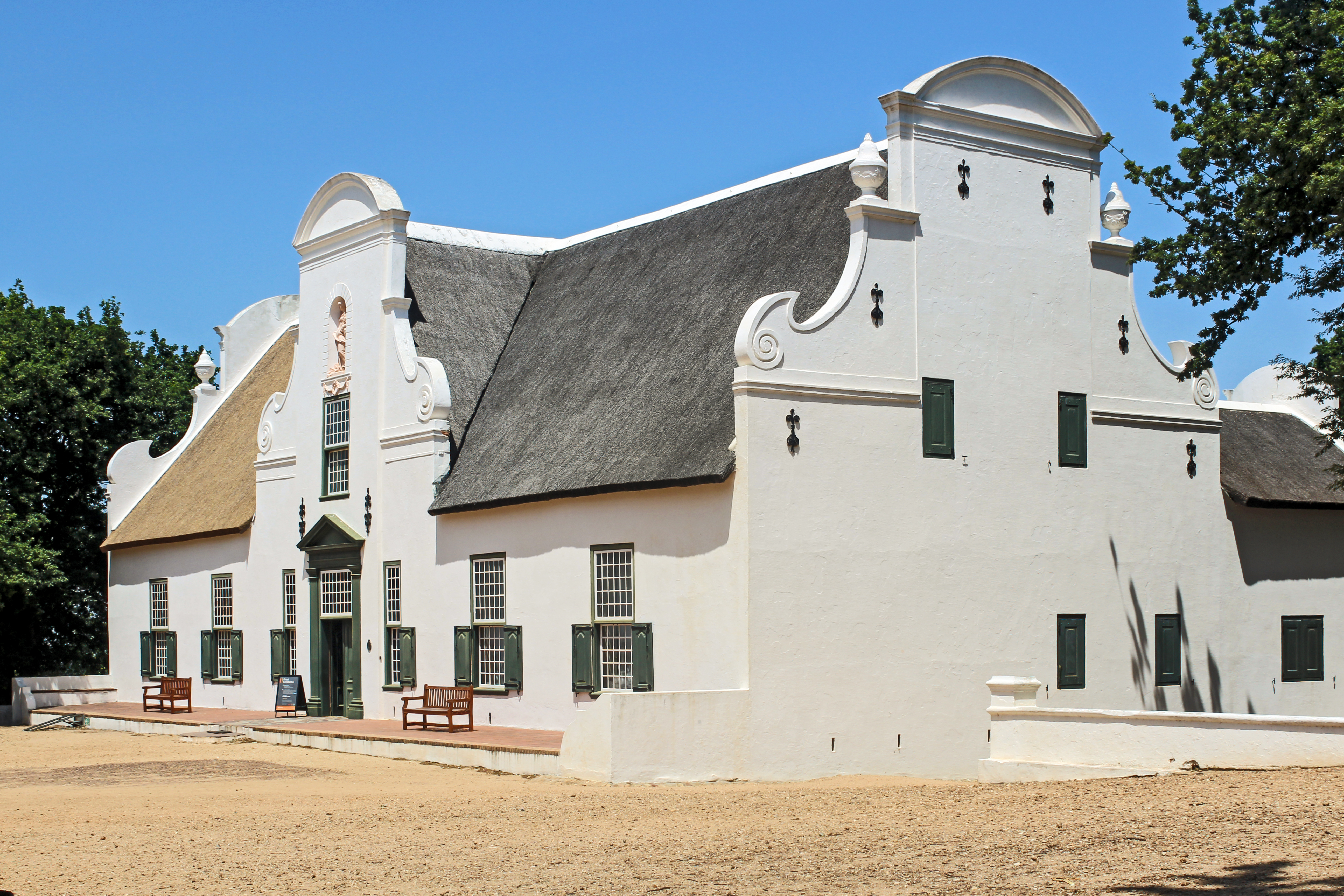
Groot Constantia, het bekendste voorbeeld van de Kaaps-Hollandse stijl.

De Kaaps-Hollandse stijl is een koloniale boerderijbouwstijl, ontstaan in de Nederlandse Kaapkolonie in de tweede helft van de zeventiende eeuw. Eind negentiende eeuw raakte de bouwstijl opnieuw in de mode. In wijnstreken van de Zuid-Afrikaanse West-Kaap zijn nog vele boerderijen in deze stijl terug te vinden. Ooit waren er ook veel van deze huizen te vinden in Kaapstad maar deze zijn grotendeels verdwenen.
De Kaaps-Hollandse stijl kenmerkt zich door:
- de witgepleisterde muren
- een rieten dak
- symmetrische opzet
- een centrale, rijkversierde siergevel
- een bordes (stoep) voor het huis
- neoclassicistische, barokke en/of rococo invloeden

Vaak wordt de Nederlandse klokgevel geassocieerd met deze bouwstijl. Veel van de boerderijen hebben deze ook, waardoor ze doen denken aan de houten boerderijen in de Zaanstreek. Er zijn echter genoeg voorbeelden van Kaap-Hollandse huizen zonder klokgevel.

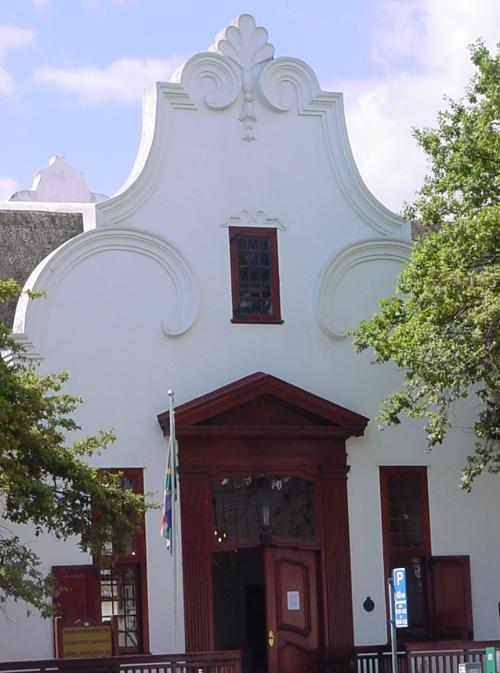
Voorbeeld van neo-Kaaps-Hollandse stijl in Stellenbosch

De stijl werd toegepast van eind zeventiende tot midden achttiende eeuw. Eind negentiende eeuw was er sprake van een herleving. Deze stijl wordt neo-Kaaps-Hollandse stijl genoemd of Cape Dutch revival. De ambtswoning van de Zuid-Afrikaanse president, Groote Schuur, in Kaapstad is hier een goed voorbeeld van. Ook zijn veel oude huizen in Kaaps-Hollandse stijl in de negentiende eeuw 'verrijkt' met een victoriaanse veranda. Dit werd victorianisatie genoemd.
Voorbeelden van Kaaps-Hollandse stijl:
- Groot Constantia (in zijn huidige vorm uit het einde van de 18e eeuw)
- delen van Kasteel de Goede Hoop (uit de jaren 1780)
- Rhone (uit omstreeks 1795)
- Boschendal (uit omstreeks 1812)
- Burgerhuis, Stellenbosch
- Vrede en Lust, Franschhoek

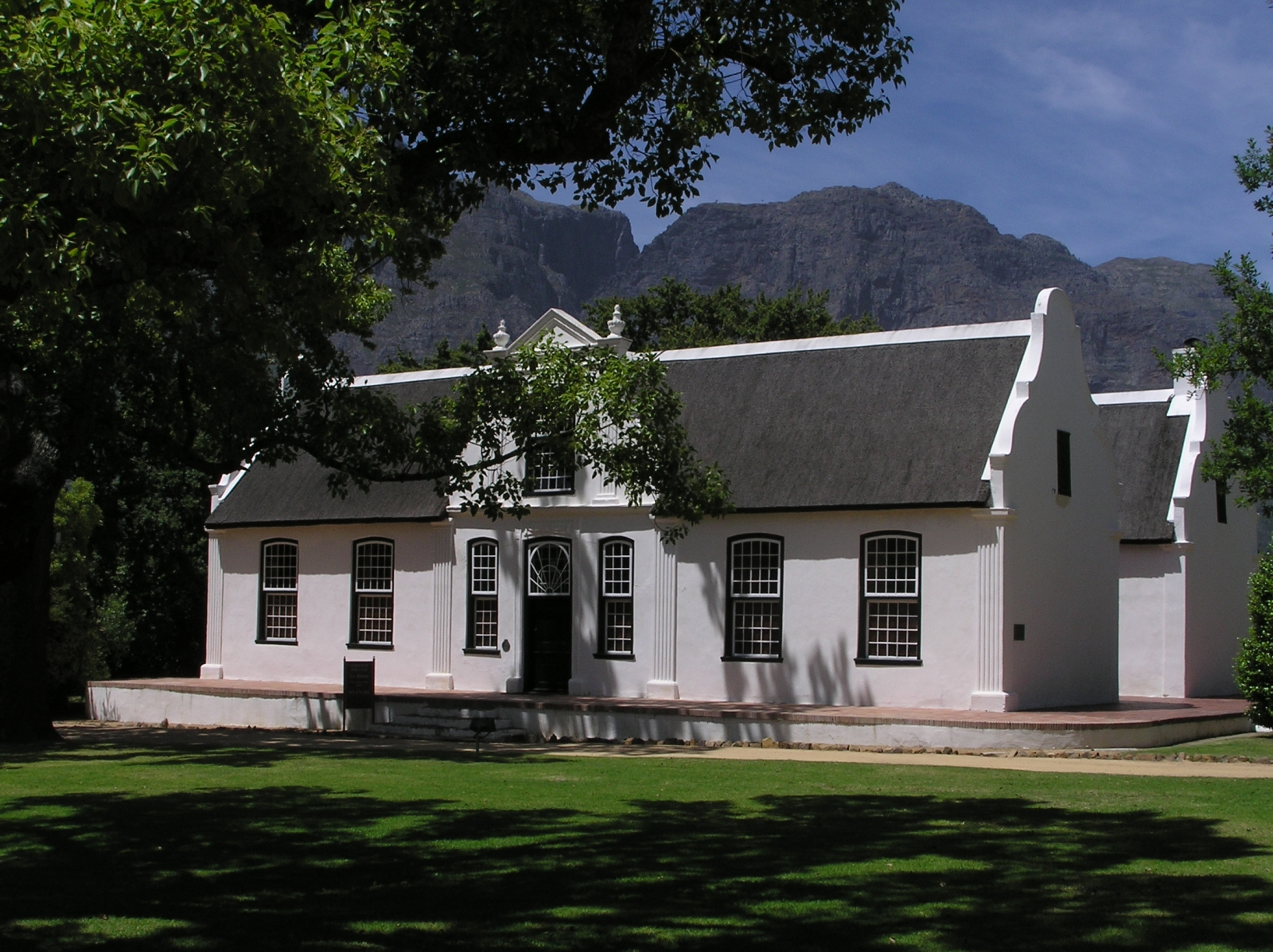
Rhone
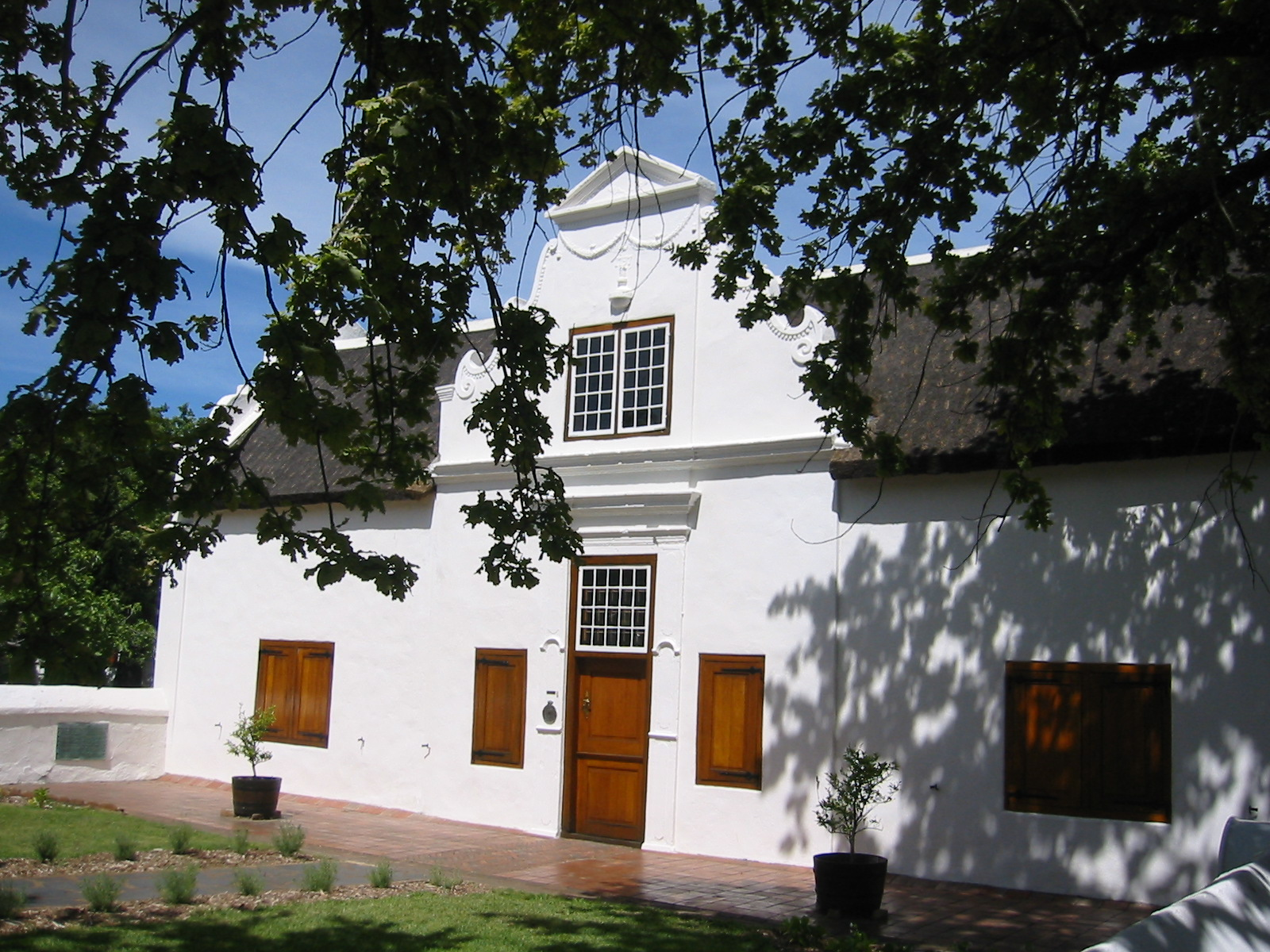
Kaaps-Hollands gebouw in Stellenbosch.
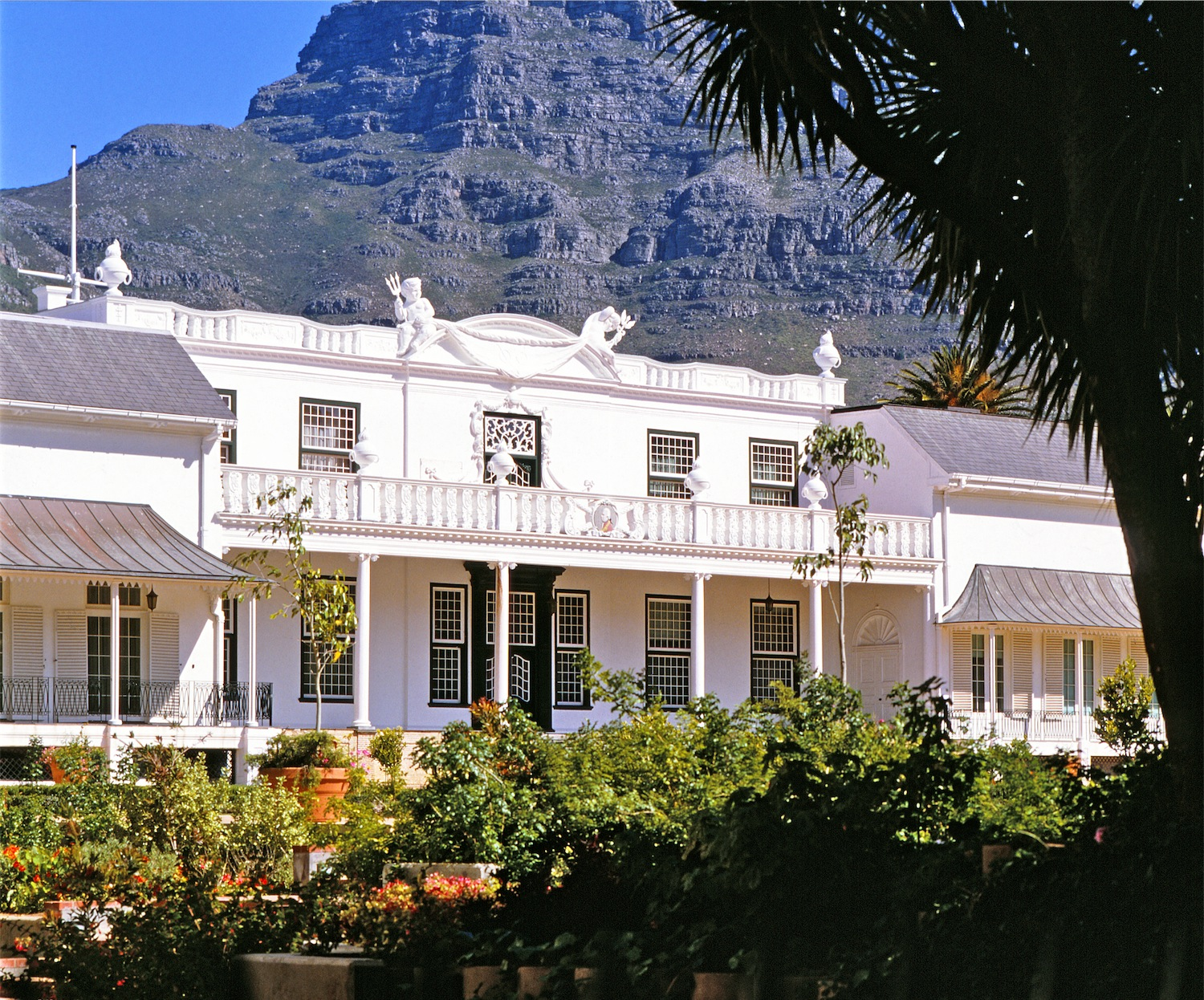
Het Tuynhuys, de ambtswoning van de president van Zuid-Afrika